# سردابه‌های مجموعه بابا لنگر
سردابه‌های مجموعه بابالنگر مربوط به سدهٔ ۷ ه.ق است و در شهرستان خوشاب، بخش مشکان، روستای بابالنگر واقع شده و این اثر در تاریخ ۲ بهمن ۱۳۸۲ با شمارهٔ ثبت ۱۰۸۹۹ به‌عنوان یکی از آثار ملی ایران به ثبت رسیده است.